# Ailuropodinae
Ailuropodinae — підродина Ursidae, яка містить лише один сучасний вид — Ailuropoda melanoleuca у Китаї. Скам'янілості цієї групи показали, що різні види були більш поширені в Голарктиці, а види зустрічалися в таких місцях, як Європа, більша частина Азії та навіть Північна Америка. Найдавніші Ailuropodinae мало чим відрізнялися від сучасних видів ведмедів, оскільки вони були всеїдними, але приблизно 2.4 мільйона років тому панди стали більш травоїдними.